# Istvánné Vass
Istvánné Vass (* 20. März 1915 als Erzsébet Metzker in Budafok, Königreich Ungarn; † 8. August 1980 in Budapest) war eine ungarische Politikerin der Ungarischen Sozialistischen Arbeiterpartei (Magyar Szocialista Munkáspárt) und zwischen 1963 und 1967 erste Präsidentin des ungarischen Parlaments (ungarisch Országgyűlés).

## Biografie
Die als Erzsébet Metzker geborene Istvánné Vass wurde 1955 Vizepräsidentin der Nationalversammlung und übte dieses Amt zunächst bis 1963 aus. Im Anschluss wurde sie am 21. März 1963 als Nachfolgerin von Sándor Rónai Präsidentin der Nationalversammlung und damit erste Präsidentin des ungarischen Parlaments.
Nach vierjähriger Amtszeit folgte ihr am 14. April 1967 der bisherige Ministerpräsident Gyula Kállai als Parlamentspräsident, während sie selbst wieder Vizepräsidentin der Nationalversammlung wurde und dieses Amt bis 1976 ausübte. Zugleich war sie zwischen 1971 und 1976 auch Mitglied des Präsidialrates, dem kollektiven Staatspräsidium.